# Język mortlock
Język mortlock, także nomoi – zagrożony wymarciem język trukański należący do języków mikronezyjskich, używany przez mieszkańców Nomoi (Mortlock) Islands w archipelagu Karolinów w mikronezyjskim stanie Chuuk.